# Plamenac (biljni rod)
Plamenak (plamenac, floks, lat. Phlox), veliki biljni rod iz porodice jurničevki. Pripada mu 68 vrsta, poglavito zeljastih trajnica, rasprostranjenih po Sjevernoj Americi i Aziji (Rusija). Neke vrste uvezene su po drugim državama,, a u Hrvatsku metličasti plamenac ili visoki plamenac, Phlox paniculata.
Latinsko ime roda potječe od riječi »phlox« (plamen), zbog jarkih boja cvjetova kod nekih vrsta.

## Vrste
1. Phlox aculeata A.Nelson
2. Phlox adsurgens Torr. ex A.Gray
3. Phlox albomarginata M.E.Jones
4. Phlox alyssifolia Greene
5. Phlox amabilis Brand
6. Phlox amoena Sims
7. Phlox amplifolia Britton
8. Phlox andicola (Britton) E.E.Nelson
9. Phlox austromontana Coville
10. Phlox bifida L.C.Beck
11. Phlox buckleyi Wherry
12. Phlox caespitosa Nutt.
13. Phlox carolina L.
14. Phlox caryophylla Wherry
15. Phlox cluteana A.Nelson
16. Phlox colubrina Wherry & Constance
17. Phlox condensata (A.Gray) E.E.Nelson
18. Phlox cuspidata Scheele
19. Phlox diffusa Benth.
20. Phlox dispersa Sharsm.
21. Phlox divaricata L.
22. Phlox dolichantha A.Gray
23. Phlox douglasii Hook.
24. Phlox drummondii Hook.
25. Phlox floridana Benth.
26. Phlox glaberrima L.
27. Phlox glabriflora (Brand) Whitehouse
28. Phlox gladiformis (M.E.Jones) E.E.Nelson
29. Phlox × glutinosa Buckley
30. Phlox griseola Wherry
31. Phlox hendersonii (E.E.Nelson) Cronquist
32. Phlox hirsuta E.E.Nelson
33. Phlox hoodii Richardson
34. Phlox idahonis Wherry
35. Phlox kelseyi Britton
36. Phlox longifolia Nutt.
37. Phlox maculata L.
38. Phlox mesoleuca Greene
39. Phlox mexicana Wherry
40. Phlox missoulensis Wherry
41. Phlox mollis Wherry
42. Phlox multiflora A.Nelson
43. Phlox nana Nutt.
44. Phlox nivalis G.Lodd. ex Sweet
45. Phlox oklahomensis Wherry
46. Phlox opalensis Dorn
47. Phlox ovata L.
48. Phlox paniculata L.
49. Phlox pattersonii Prather
50. Phlox peckii Wherry
51. Phlox pilosa L.
52. Phlox pulchra (Wherry) Wherry
53. Phlox pulvinata (Wherry) Cronquist
54. Phlox pungens Dorn
55. Phlox × pyramidalis Sm.
56. Phlox richardsonii Hook.
57. Phlox rigida Benth.
58. Phlox roemeriana Scheele
59. Phlox sibirica L.
60. Phlox solivaga Mayfield & Darrach
61. Phlox speciosa Pursh
62. Phlox stolonifera Sims
63. Phlox subulata L., puzavi plamenac
64. Phlox tenuifolia E.E.Nelson
65. Phlox triovulata Thurb. ex Torr.
66. Phlox variabilis Brand
67. Phlox vermejoensis B.S.Legler
68. Phlox viridis E.E.Nelson
69. Phlox viscida E.E.Nelson
70. Phlox woodhousei (A.Gray) E.E.Nelson

## Vanjske poveznice
|  | Zajednički poslužitelj ima još gradiva o temi Phlox |
|  | Wikivrste imaju podatke o taksonu Phlox             |